# 達瑞爾·波特
達瑞爾·雷·波特（英語：Darrell Ray Porter，1952年1月17日—2002年8月5日），為美國職棒大聯盟的捕手。生涯曾效力過釀酒人、皇家、紅雀與遊騎兵等隊。波特雖然入選4次明星賽，且以防守出色和強打為名，但後期卻陷入毒品風波。2002年，波特因吸食毒品過量去世，享年50歲。

## 職業生涯
1970年大聯盟選秀，釀酒人在首輪第4順位選進波特。1971年9月2日，波特以19歲之齡登上大聯盟。1973年，他在新人王票選拿下第三名，並在隔年入選明星賽。1976年12月6日，釀酒人將波特和Jim Colborn交易到皇家，換來Jamie Quirk、Jim Wohlford和Bob McClure。
到了皇家後，波特取代Buck Martinez成為球隊先發捕手。1979年，他繳出2成91的打擊率，並敲出20轟與112分打點。他也成為大聯盟第六位單季達成百分打點與百次得分的捕手，而前五位都是名人堂球員。在WAR值比較上，波特只輸給弗瑞德·林恩和喬治·布列特。而他在皇家隊也入選3次明星賽。
1979年休賽季，波特透過記者會表示自己有吸食毒品。而波特也認為大聯盟主席打算將他終身禁賽。
1980年春訓，前道奇隊投手唐·紐康伯造訪皇家隊的春訓基地。他透過10個問題來確認該球員是否有毒品濫用的問題，而波特10個問題都符合，最後他也承認自己不僅有酒癮，還吸食過古柯鹼、安眠酮(白板)和大麻。
自此之後，波特再也回不到1979年的身手。但之後他仍參與了3次世界大賽，其中他在1982年拿下聯盟冠軍賽MVP和世界大賽MVP。.他也是大聯盟第二位同年拿下聯盟冠軍賽MVP和世界大賽MVP的球員。1985年球季結束後，紅雀釋出波特。隨後他加入遊騎兵，在1987年球季結束後退休。

## 逝世
波特生涯有兩段婚姻，第一段是在1972年到1976年，之後他在1980年再婚，並育有3名子女。
2000年，他入選密蘇里州運動名人堂。2002年8月5日，他和家人表示他要出門買報紙，卻被人看見在糖溪鎮郊外去世，享年50歲。儘管警方宣稱他的死因為毒品使用過量，但實際上，沒人知道他確切的死因為何。

## 生涯打擊成績
| 出賽次數 | 打席 | 打數 | 得分 | 安打 | 二安 | 三安 | 全壘打 | 打點 | 盜壘 | 保送 | 三振 | 打擊率 | 上壘率 | 長打率 | OPS  |
| -------- | ---- | ---- | ---- | ---- | ---- | ---- | ------ | ---- | ---- | ---- | ---- | ------ | ------ | ------ | ---- |
| 1782     | 6570 | 5539 | 765  | 1369 | 237  | 48   | 188    | 826  | 39   | 905  | 1025 | .247   | .354   | .409   | .763 |

## 外部連結
- 球員資訊和成績在MLB，ESPN，Baseball-Reference，Fangraphs（英文）